# Hope (Klaatu)
Hope è il secondo album del gruppo musicale canadese Klaatu, pubblicato dall'etichetta discografica Daffodil con distribuzione Capitol nel settembre 1977.
Dal disco viene tratto il singolo We're Off You Know.

## Tracce

### Lato A
1. We're Off You Know
2. Madman
3. Around the Universe in Eighty Days
4. Long Live Politzania

### Lato B
1. The Loneliest of Creatures
2. Prelude
3. So Said the Lighthouse Keeper
4. Hope